# Lionello Matteucci
Lionello Matteucci (Montemarciano, 13 dicembre 1894 – Passo Corese, 1º maggio 1957) è stato un politico italiano.

## Biografia
È stato sindaco di Rieti per due mandati, dal 1952 fino alla morte, nel 1957.
Durante la sua giunta, fu approvato il piano regolatore generale del comune di Rieti.
Eletto deputato nella prima e nella seconda legislatura nelle liste del Partito Socialista Italiano, ricoprì l'incarico di vice-presidente della Commissione lavori pubblici.
Morì il 1º maggio 1957 mentre era in carica come sindaco e come deputato, venendo colpito da un infarto mentre teneva un comizio a Passo Corese.
A lui è dedicato il viale a quattro corsie che fa da dorsale al quartiere Città Giardino collegandolo con il Borgo, uno dei più importanti viali della città.